# Циновець
Циновець (Циннвальд, нім. Zinnwald) — гірське поселення в Рудних горах Тепліцького району Устецького краю, розташоване на державному кордоні Чеської Республіки з Німеччиною на висоті 835 метрів. У 2011 році тут постійно проживало 123 жителі, поселення є адміністративною частиною міста Дубі.
Сьогоднішній Циновець складається з колишнього поселення Задні Циновець (Hinterzinnwald). Частина Циновця на німецькому боці кордону включена до колишнього муніципалітету Циннвальд-Георгенфельд, місцевої частини Альтенберга.